# Pleurothyrium steyermarkianum
Pleurothyrium steyermarkianum är en lagerväxtart som beskrevs av C. K. Allen. Pleurothyrium steyermarkianum ingår i släktet Pleurothyrium och familjen lagerväxter. Inga underarter finns listade i Catalogue of Life.